# Sennevoy-le-Bas
 Sennevoy-le-Bas  es una comuna y población de Francia, en la región de Borgoña, departamento de Yonne, en el distrito de Avallon y cantón de Cruzy-le-Châtel.
Su población en el censo de 1999 era de 108 habitantes.
Está integrada en la Communauté de communes du Tonnerrois .

## Demografía
| 192 | 170 | 129 | 113 | 109 | 108 |
| Para los censos de 1962 a 1999 la población legal corresponde a la población sin duplicidades (Fuente: INSEE [Consultar]) |     |     |     |     |     |